# Légion islamique
La Légion islamique ou Légion verte est une unité de volontaires militaires étrangers créée par le général libyen Ali Charif al Rifi et était une force paramilitaire panarabe et panislamiste parrainée par la Libye, créée en 1972. La Légion faisait partie du rêve de Mouammar Kadhafi de créer le grand État islamique du Sahel.
Recrutés à la fin des années 1970, les combattants touaregs ont été envoyés se battre au Liban (1981–82) et au Tchad (1986–87). Alors que beaucoup d'entre eux ont rejoint la rébellion au Niger et au Mali dans les années 1990, une proportion significative retourna plus tard en Libye.
Elle permit aussi la naturalisation libyenne d'une partie d'entre eux.